# GMA 네트워크의 텔레비전 드라마 목록
이것은 GMA 네트워크에서 제작한 텔레비전 드라마 목록이다. 제목으로 정렬되 년의 년에 그들의 방출한다. 타이틀은 괄호 안에 포함된 공식 국제 타이틀과 함께 출시 10년과 연도별로 정렬된다.

## 1980년대
| 제목               | 프리미어 날짜   | 피날레 날짜     |
| ------------------ | --------------- | --------------- |
| 안나리사           | 1980년 2월 4일  | 1985년 5월 10일 |
| 구니 구니          | 1980년          | 1980년          |
| 낭 다힐 사 팍-이빅 | 1981년 9월 7일  | 1982년 1월 1일  |
| 야깃               | 1983년 4월 25일 | 1985년 8월 2일  |
| 아모르솔라         | 1985년 8월 5일  | 1985년          |
| 미라솔 델 시엘로   | 1986년 1월 6일  | 1987년 2월 27일 |
| 안드레아 아모르    | 1986년          | 1986년          |
| 프린세스           | 1986년          | 1990년          |
| 긴통 크리스탈      | 1987년 3월 2일  | 1988년          |
| 골페 데 굴로       | 1987년          | 1989년          |
| 카밍 망아 울릴라   | 1987년          | 1987년          |
| 에벨리오           | 1988년          | 1988년          |
| 카데낭 로사스      | 1988년          | 1989년          |

## 1990년대

### 1994년
| 제목        | 프리미어 날짜 | 피날레 날짜 |
| ----------- | ------------- | ----------- |
| 바통 부하이 | 1994년        | 1994년      |
| 앙헬리토    | 1994년        | 1996년      |

### 1995년
| 제목            | 프리미어 날짜   | 피날레 날짜      |
| --------------- | --------------- | ---------------- |
| 발리엔테        | 1995년 1월 30일 | 1997년 9월 12일  |
| 카데낭 크리스탈 | 1995년 7월 31일 | 1996년 8월 9일   |
| T.G.I.S.        | 1995년 8월 12일 | 1999년 11월 27일 |
| 비야 킨타나     | 1995년 11월 6일 | 1997년 1월 24일  |

### 1996년
| 제목          | 프리미어 날짜    | 피날레 날짜     |
| ------------- | ---------------- | --------------- |
| 라이라        | 1996년 4월 8일   | 1997년 1월 3일  |
| 미아 그라시아 | 1996년 8월 12일  | 1997년 8월 15일 |
| 안나 카레니나 | 1996년 11월 10일 | 2002년 4월 28일 |

### 1997년
| 제목           | 프리미어 날짜   | 피날레 날짜     |
| -------------- | --------------- | --------------- |
| 이카우 나 사나 | 1997년 3월 10일 | 1998년 4월 3일  |
| 그로윙 업      | 1997년 6월 2일  | 1999년 2월 12일 |
| 델 티에로      | 1997년 9월 15일 | 1999년 5월 14일 |

### 1998년
| 제목             | 프리미어 날짜   | 피날레 날짜     |
| ---------------- | --------------- | --------------- |
| 가냔 키타 카마할 | 1998년 4월 13일 | 1998년 8월 7일  |
| 할릭 사 아포이   | 1998년 8월 10일 | 1999년 2월 26일 |
| 텍스트           | 1998년          | 1999년          |

### 1999년
| 제목                            | 프리미어 날짜   | 피날레 날짜      |
| ------------------------------- | --------------- | ---------------- |
| 리오 델 마르                    | 1999년 2월 15일 | 2001년 3월 9일   |
| 디 밧 이카우                    | 1999년 5월 17일 | 1999년 10월 29일 |
| 키라라, 사랑의 색은 무엇입니까? | 1999년 8월 16일 | 2001년 11월 2일  |
| 핀타도스                        | 1999년 9월 4일  | 2000년 9월 2일   |
| L                               | 1999년          | 2000년           |
| 코드네임: 베라노                | 1999년          | 2000년           |
| 클릭                            | 1999년 12월 4일 | 2004년 7월 24일  |
| 리와나그 낭 하팅가비            | 1999년 12월 6일 | 2000년 3월 27일  |

## 2000년대

### 2000년
| 제목                  | 프리미어 날짜   | 피날레 날짜      |
| --------------------- | --------------- | ---------------- |
| 타고 카 나            | 2000년 4월 3일  | 2000년 5월 29일  |
| 우물란 만 오 우마라우 | 2000년 6월 5일  | 2000년 8월 28일  |
| 문팅 앙헬             | 2000년 9월 4일  | 2000년 11월 27일 |
| 투윙 카필링 카        | 2000년 12월 4일 | 2001년 3월 19일  |

### 2001년
| 제목                       | 프리미어 날짜   | 피날레 날짜      |
| -------------------------- | --------------- | ---------------- |
| 비글랑 시볼, 바양 임파시볼 | 2001년 3월 12일 | 2002년 1월 25일  |
| 이카우 랑 앙 마마할린      | 2001년 3월 26일 | 2002년 11월 1일  |
| 사 다코 파 로온            | 2001년 11월 5일 | 2001년 11월 30일 |
| 사나 아이 이카우 나 응아   | 2001년 12월 3일 | 2003년 4월 25일  |

### 2002년
| 제목                  | 프리미어 날짜   | 피날레 날짜      |
| --------------------- | --------------- | ---------------- |
| 쿵 마와왈라 카        | 2002년 4월 22일 | 2003년 6월 6일   |
| 카힛 카일란           | 2002년 5월 5일  | 2003년 7월 6일   |
| 앙 이비긴 아이 이카우 | 2002년 7월 8일  | 2003년 4월 11일  |
| 하방 카필링 카        | 2002년 11월 4일 | 2003년 10월 17일 |

### 2003년
| 제목                        | 프리미어 날짜    | 피날레 날짜     |
| --------------------------- | ---------------- | --------------- |
| 앙 이비긴 아이 이카우 파 린 | 2003년 4월 14일  | 2003년 8월 22일 |
| 나리토 앙 푸소 코           | 2003년 6월 9일   | 2004년 3월 5일  |
| 하왁 코 앙 랑잇             | 2003년 7월 14일  | 2003년 11월 7일 |
| 트윈 하츠                   | 2003년 10월 20일 | 2004년 6월 18일 |
| 왈랑 항간                   | 2003년 11월 10일 | 2004년 2월 27일 |

### 2004년
| 제목                     | 프리미어 날짜    | 피날레 날짜      |
| ------------------------ | ---------------- | ---------------- |
| 테 아모, 마깅 시노 카 만 | 2004년 2월 2일   | 2004년 9월 17일  |
| 이카우 사 푸소 코        | 2004년 3월 1일   | 2004년 10월 15일 |
| 항강 카일란              | 2004년 3월 8일   | 2004년 8월 13일  |
| 마리나라                 | 2004년 6월 21일  | 2004년 10월 1일  |
| 물라윈                   | 2004년 8월 2일   | 2005년 3월 18일  |
| 조이라이드               | 2004년 8월 16일  | 2005년 3월 11일  |
| 포에버 인 마이 하트      | 2004년 9월 27일  | 2005년 1월 7일   |
| 레야                     | 2004년 10월 18일 | 2005년 1월 28일  |

### 2005년
| 제목                   | 프리미어 날짜    | 피날레 날짜      |
| ---------------------- | ---------------- | ---------------- |
| 사앙 술록 낭 랑잇      | 2005년 1월 31일  | 2005년 8월 12일  |
| 나우 앤 포에버         | 2005년 3월 14일  | 2005년 6월 10일  |
| 다르나                 | 2005년 4월 4일   | 2005년 11월 25일 |
| 엥칸타디아             | 2005년 5월 2일   | 2005년 10월 21일 |
| 간티                   | 2005년 6월 13일  | 2005년 10월 21일 |
| 스고                   | 2005년 7월 4일   | 2006년 2월 10일  |
| 쿵 마마할린 모 랑 아코 | 2005년 8월 15일  | 2006년 2월 17일  |
| 아고스                 | 2005년 10월 24일 | 2006년 1월 6일   |
| 에테리아               | 2005년 12월 12일 | 2006년 2월 17일  |

### 2006년
| 제목                            | 프리미어 날짜   | 피날레 날짜      |
| ------------------------------- | --------------- | ---------------- |
| 티니그                          | 2006년 1월 9일  | 2006년 4월 12일  |
| 아가윈 모 만 앙 라핫            | 2006년 2월 20일 | 2006년 7월 7일   |
| 홍콩 플라이트 143               | 2006년 2월 20일 | 2006년 5월 12일  |
| 엥칸타디아: 팍-이빅 항강 와카스 | 2006년 2월 20일 | 2006년 4월 28일  |
| 마히카                          | 2006년 3월 20일 | 2006년 9월 29일  |
| 두얀                            | 2006년 4월 17일 | 2006년 7월 21일  |
| 판타스티키즈                    | 2006년 5월 6일  | 2006년 12월 9일  |
| 아이 러브 NY                    | 2006년 5월 15일 | 2006년 9월 8일   |
| 캡틴 바벨                       | 2006년 5월 29일 | 2007년 1월 12일  |
| 린랑                            | 2006년 7월 24일 | 2006년 9월 22일  |
| 피나카마할                      | 2006년 8월 14일 | 2006년 11월 3일  |
| 바케강                          | 2006년 9월 11일 | 2007년 3월 30일  |
| 당알                            | 2006년 9월 25일 | 2006년 11월 24일 |
| 아틀란티카                      | 2006년 10월 2일 | 2007년 2월 9일   |
| 마키타 카 랑 물리               | 2006년 11월 6일 | 2007년 2월 16일  |

### 2007년
| 제목                      | 프리미어 날짜    | 피날레 날짜     |
| ------------------------- | ---------------- | --------------- |
| 에이시안 트레져스         | 2007년 1월 15일  | 2007년 6월 29일 |
| 프린세스 차밍             | 2007년 1월 29일  | 2007년 4월 27일 |
| 슈퍼 트윈스               | 2007년 2월 12일  | 2007년 6월 1일  |
| 물리                      | 2007년 2월 19일  | 2007년 5월 18일 |
| 뤼팽                      | 2007년 4월 9일   | 2007년 8월 17일 |
| 시나삼바 키타             | 2007년 4월 30일  | 2007년 7월 27일 |
| 파티 바 핀틱 낭 푸소      | 2007년 5월 21일  | 2007년 9월 7일  |
| 임포스토라                | 2007년 6월 4일   | 2007년 9월 21일 |
| 망아 마타 니 앙헬리타     | 2007년 7월 2일   | 2007년 10월 5일 |
| 쿵 마하위 만 앙 우랍      | 2007년 7월 30일  | 2007년 11월 9일 |
| 마리마르                  | 2007년 8월 13일  | 2008년 3월 14일 |
| 파산 코 앙 다익딕         | 2007년 9월 10일  | 2008년 1월 11일 |
| 자이도: 풀리스 팡칼라와칸 | 2007년 9월 24일  | 2008년 2월 8일  |
| 라 벤데타                 | 2007년 10월 29일 | 2008년 1월 18일 |
| 마이 온리 로브            | 2007년 11월 12일 | 2008년 2월 29일 |
| 카만닥                    | 2007년 11월 19일 | 2008년 4월 25일 |

### 2008년
| 제목                      | 프리미어 날짜    | 피날레 날짜      |
| ------------------------- | ---------------- | ---------------- |
| 마깅 아킨 카 라망         | 2008년 1월 21일  | 2008년 5월 9일   |
| E.S.P.                    | 2008년 2월 4일   | 2008년 5월 8일   |
| 호아킨 보르다도           | 2008년 2월 11일  | 2008년 7월 11일  |
| 카푸톨 낭 이상 아윗       | 2008년 3월 10일  | 2008년 6월 13일  |
| 바방은 아콧 두두루긴 키타 | 2008년 3월 24일  | 2008년 6월 27일  |
| 타샤 판타시아             | 2008년 4월 6일   | 2008년 6월 13일  |
| 제세벨                    | 2008년 4월 28일  | 2008년 10월 17일 |
| 막두사 카                 | 2008년 1월 21일  | 2008년 1월 21일  |
| 가아노 카달라스 앙 민산   | 2008년 6월 23일  | 2008년 11월 7일  |
| 아코 시 김삼순            | 2008년 6월 30일  | 2008년 10월 10일 |
| 코드네임: 아세로          | 2008년 7월 14일  | 2008년 11월 14일 |
| 우나 캉 나깅 아킨         | 2008년 9월 1일   | 2008년 12월 19일 |
| 랄롤라                    | 2008년 10월 13일 | 2009년 2월 6일   |
| 가감비노                  | 2008년 10월 20일 | 2009년 2월 20일  |
| 사안 다라팅 앙 우마가     | 2008년 11월 10일 | 2009년 2월 27일  |
| 루나 미스티카             | 2008년 11월 17일 | 2009년 3월 6일   |

### 2009년
| 제목                            | 프리미어 날짜    | 피날레 날짜      |
| ------------------------------- | ---------------- | ---------------- |
| 앙 바바앵 히누곳 사 아킹 타디앙 | 2009년 2월 9일   | 2009년 5월 1일   |
| 파아노 바 앙 망아랍             | 2009년 2월 16일  | 2009년 6월 5일   |
| 토토이 바토                     | 2009년 2월 23일  | 2009년 7월 3일   |
| 다팟 카 방 마할린               | 2009년 3월 2일   | 2009년 6월 19일  |
| 이브의 모든 것                  | 2009년 3월 9일   | 2009년 6월 5일   |
| 조로                            | 2009년 3월 23일  | 2009년 8월 7일   |
| 지금과 영원히                   | 2009년 6월 8일   | 2009년 9월 25일  |
| 아딕 싸요                       | 2009년 6월 8일   | 2009년 9월 11일  |
| 쿵 아아가윈 모 앙 라헛 사 아킨  | 2009년 6월 22일  | 2009년 9월 25일  |
| 올 마이 라이프                  | 2009년 6월 29일  | 2009년 9월 18일  |
| 로사린다                        | 2009년 7월 6일   | 2009년 11월 27일 |
| 다르나                          | 2009년 8월 10일  | 2010년 2월 19일  |
| 천국의 계단                     | 2009년 9월 14일  | 2009년 12월 11일 |
| 이카우 사나                     | 2009년 9월 21일  | 2010년 2월 5일   |
| 카야 콩 아부틴 앙 랑잇          | 2009년 9월 28일  | 2010년 2월 5일   |
| 티닉 사 딥딥                    | 2009년 9월 28일  | 2010년 1월 22일  |
| 풀하우스                        | 2009년 11월 30일 | 2010년 2월 26일  |
| 사나 응아용 파스코              | 2009년 12월 7일  | 2010년 1월 8일   |

## 2010년대

### 2010년
| 제목                         | 프리미어 날짜    | 피날레 날짜      |
| ---------------------------- | ---------------- | ---------------- |
| 라스트 프린스                | 2010년 1월 11일  | 2010년 6월 25일  |
| 이나, 카수수클란 바 키타     | 2010년 1월 25일  | 2010년 5월 21일  |
| 구마팡 카 사 루삭            | 2010년 2월 8일   | 2010년 6월 18일  |
| 퍼스트 타임                  | 2010년 2월 8일   | 2010년 5월 28일  |
| 판다이 키즈                  | 2010년 2월 22일  | 2010년 6월 4일   |
| 디바                         | 2010년 3월 1일   | 2010년 7월 30일  |
| 바사항 긴토                  | 2010년 5월 24일  | 2010년 9월 24일  |
| 랑잇 사 필링 모              | 2010년 5월 31일  | 2010년 9월 17일  |
| 필양 케루빈                  | 2010년 6월 7일   | 2010년 8월 27일  |
| 트루디스 리잇                | 2010년 6월 21일  | 2010년 10월 22일 |
| 엔드레스 러브                | 2010년 6월 28일  | 2010년 10월 15일 |
| 일루미나                     | 2010년 8월 2일   | 2010년 11월 19일 |
| 그라질다                     | 2010년 9월 13일  | 2011년 1월 7일   |
| 반타타이                     | 2010년 9월 20일  | 2011년 2월 18일  |
| 릴 로브 프리젠트즈 트윈 하츠 | 2010년 9월 26일  | 2012년 6월 10일  |
| 코리아나                     | 2010년 10월 11일 | 2011년 2월 25일  |
| 뷰티 퀸                      | 2010년 10월 18일 | 2011년 2월 4일   |
| 리틀 스타                    | 2010년 10월 25일 | 2010년 2월 11일  |
| 질리언: 나마마스코 포        | 2010년 11월 29일 | 2010년 1월 21일  |

### 2011년
| 제목                   | 프리미어 날짜    | 피날레 날짜      |
| ---------------------- | ---------------- | ---------------- |
| 드와르피나             | 2011년 1월 10일  | 2011년 5월 6일   |
| 알라크다나             | 2011년 1월 24일  | 2011년 5월 13일  |
| 마체테                 | 2011년 1월 24일  | 2011년 3월 18일  |
| 아이 하트 유, 파레     | 2011년 2월 7일   | 2011년 5월 27일  |
| 니타 네그리타          | 2011년 2월 14일  | 2011년 6월 10일  |
| 마이 러버, 마이 와이프 | 2011년 2월 28일  | 2011년 5월 27일  |
| 매직 파라욕            | 2011년 2월 28일  | 2011년 7월 1일   |
| 캡틴 바벨 (2011년)     | 2011년 3월 28일  | 2011년 7월 29일  |
| 문팅 헤레데라          | 2011년 5월 9일   | 2012년 2월 3일   |
| 블루상 이팀            | 2011년 5월 16일  | 2011년 8월 12일  |
| 시시드                 | 2011년 5월 30일  | 2011년 9월 16일  |
| 아마야                 | 2011년 5월 30일  | 2012년 1월 13일  |
| 시너 오어 세인트       | 2011년 6월 13일  | 2011년 10월 7일  |
| 풋볼리릿스             | 2011년 7월 4일   | 2011년 10월 14일 |
| 미스테이켄 아이덴티티  | 2011년 7월 23일  | 2011년 8월 27일  |
| 타임 오브 마이 라이프  | 2011년 8월 1일   | 2011년 11월 18일 |
| 파히람 낭 이상 이나    | 2011년 8월 15일  | 2011년 11월 11일 |
| 이글롯                 | 2011년 8월 29일  | 2011년 11월 11일 |
| 쿵 아아가윈 모 앙 랑잇 | 2011년 9월 19일  | 2012년 2월 3일   |
| 이카우 랑 앙 마마할린  | 2011년 10월 10일 | 2011년 2월 10일  |
| 달달리타               | 2011년 10월 17일 | 2011년 2월 10일  |
| 코카크                 | 2011년 11월 14일 | 2011년 3월 2일   |

### 2012년
| 제목                                  | 프리미어 날짜    | 피날레 날짜      |
| ------------------------------------- | ---------------- | ---------------- |
| 레거시                                | 2012년 1월 16일  | 2012년 6월 1일   |
| 브로큰 바우                           | 2012년 2월 6일   | 2012년 6월 15일  |
| 앨리스 붕이스응이스 앤 허 원더 왈리스 | 2012년 2월 6일   | 2012년 6월 8일   |
| 비리테라                              | 2012년 2월 6일   | 2012년 5월 18일  |
| 굿 도더                               | 2012년 2월 13일  | 2012년 6월 1일   |
| 마이 빌러브드                         | 2012년 2월 13일  | 2012년 6월 8일   |
| 히람 나 푸소                          | 2012년 3월 5일   | 2012년 7월 6일   |
| 루나 블랑카                           | 2012년 5월 21일  | 2012년 10월 26일 |
| 카살라난 방 이비긴 카                 | 2012년 6월 4일   | 2012년 8월 31일  |
| 마카필링 캉 물리                      | 2012년 6월 4일   | 2012년 9월 7일   |
| 마이 대디 디어리스트                  | 2012년 6월 11일  | 2012년 8월 17일  |
| 원 트루 러브                          | 2012년 6월 11일  | 2012년 8월 5일   |
| 투게더 포에버                         | 2012년 6월 17일  | 2012년 9월 8일   |
| 페이스풀리                            | 2012년 6월 18일  | 2012년 10월 5일  |
| 힌디 카 나 막이이사                   | 2012년 7월 9일   | 2012년 10월 26일 |
| 사나 아이 이카우 나 응아              | 2012년 9월 3일   | 2013년 2월 8일   |
| 아소 니 산 로케                       | 2012년 9월 10일  | 2013년 1월 11일  |
| 마그달레나                            | 2012년 10월 8일  | 2013년 1월 18일  |
| 커피프린스                            | 2012년 10월 8일  | 2012년 11월 23일 |
| 시엘로 데 앙헬리나                    | 2012년 10월 22일 | 2013년 1월 4일   |
| 예스터데이스 브라이드                 | 2012년 10월 29일 | 2013년 2월 22일  |
| 아내의 유혹                           | 2012년 10월 29일 | 2013년 4월 5일   |
| 파로아: 마리포사의 이야기             | 2012년 11월 5일  | 2013년 3월 1일   |
| 파히람 낭 산달리                      | 2012년 11월 26일 | 2013년 3월 15일  |
| 틴 젠                                 | 2012년 12월 16일 | 2013년 6월 30일  |

### 2013년
| 제목                  | 프리미어 날짜    | 피날레 날짜      |
| --------------------- | ---------------- | ---------------- |
| 인디오                | 2013년 1월 14일  | 2013년 5월 31일  |
| 포에버                | 2013년 1월 21일  | 2013년 4월 19일  |
| 부코드 캉 피낙팔라    | 2013년 2월 11일  | 2013년 6월 7일   |
| 언포게터블            | 2013년 2월 25일  | 2013년 5월 31일  |
| 문도 모이 아킨        | 2013년 3월 18일  | 2013년 9월 6일   |
| 러브 앤드 라이즈      | 2013년 4월 8일   | 2013년 6월 7일   |
| 카캄발 니 엘리아나    | 2013년 4월 15일  | 2013년 8월 23일  |
| 홈 스위트 홈          | 2013년 4월 22일  | 2013년 7월 19일  |
| 망아 바상 시시우      | 2013년 6월 3일   | 2013년 11월 1일  |
| 안나 카레니나         | 2013년 6월 3일   | 2013년 9월 20일  |
| 마그히힌타이 파 린    | 2013년 6월 10일  | 2013년 9월 27일  |
| 마이 허스밴스 러버    | 2013년 6월 10일  | 2013년 10월 18일 |
| 위드 어 스마일        | 2013년 6월 24일  | 2013년 9월 20일  |
| 비노이 헤뇨           | 2013년 7월 22일  | 2013년 9월 20일  |
| 파이라: 불의 여자     | 2013년 8월 26일  | 2013년 11월 29일 |
| 아킨 파 린 앙 부카스  | 2013년 9월 9일   | 2013년 12월 27일 |
| 도르미토리오          | 2013년 9월 22일  | 2013년 12월 22일 |
| 프린세사 낭 부하이 코 | 2013년 9월 23일  | 2014년 1월 24일  |
| 카힛 나사안 카 만     | 2013년 9월 23일  | 2013년 11월 15일 |
| 막카노 바 앙 팍-이빅  | 2013년 9월 30일  | 2014년 2월 14일  |
| 제네시스              | 2013년 10월 14일 | 2013년 12월 27일 |
| 카티푸난              | 2013년 10월 19일 | 2013년 12월 28일 |
| 비야 킨타나           | 2013년 11월 4일  | 2014년 6월 6일   |
| 아다르나              | 2013년 11월 18일 | 2014년 3월 7일   |

### 2014년
| 제목                  | 프리미어 날짜    | 피날레 날짜      |
| --------------------- | ---------------- | ---------------- |
| 보로우드 와이프       | 2014년 1월 20일  | 2014년 5월 23일  |
| 파라이소 코이 이카우  | 2014년 1월 27일  | 2014년 3월 28일  |
| 카멜라                | 2014년 1월 27일  | 2014년 5월 23일  |
| 로도라 X              | 2014년 1월 27일  | 2014년 5월 30일  |
| 인나모라타            | 2014년 2월 17일  | 2014년 6월 20일  |
| 캄발 시레나           | 2014년 3월 10일  | 2014년 6월 27일  |
| 니뇨                  | 2014년 5월 26일  | 2014년 9월 12일  |
| 앙 달라왕 미세스 리얼 | 2014년 6월 2일   | 2014년 6월 19일  |
| 하프 시스터스         | 2014년 6월 9일   | 2016년 1월 15일  |
| 다딩                  | 2014년 6월 23일  | 2014년 10월 10일 |
| 마이 BFF              | 2014년 6월 30일  | 2014년 10월 3일  |
| 마이 데스티니         | 2014년 6월 30일  | 2014년 10월 17일 |
| 사 푸소 니 독         | 2014년 8월 24일  | 2014년 9월 28일  |
| 스트로베리 레인       | 2014년 9월 15일  | 2015년 1월 2일   |
| 히람 나 알라알라      | 2014년 9월 22일  | 2014년 1월 9일   |
| 앙 리힘 니 안나산드라 | 2014년 10월 6일  | 2015년 2월 6일   |
| 야깃                  | 2014년 10월 13일 | 2015년 7월 24일  |
| 이루스트라도          | 2014년 10월 20일 | 2014년 11월 14일 |
| 모어 단 워드스        | 2014년 11월 17일 | 2015년 3월 6일   |

### 2015년
| 제목                   | 프리미어 날짜    | 피날레 날짜      |
| ---------------------- | ---------------- | ---------------- |
| 원스 어폰 어 키스      | 2015년 1월 5일   | 2015년 5월 1일   |
| 세컨드 찬세스          | 2015년 1월 12일  | 2015년 5월 8일   |
| 카일란 바 타마 앙 마리 | 2015년 2월 9일   | 2015년 5월 8일   |
| 파리 코이              | 2015년 3월 2일   | 2015년 8월 21일  |
| 인스타대드             | 2015년 4월 5일   | 2015년 7월 5일   |
| 렛 더 러브 비긴        | 2015년 5월 4일   | 2015년 8월 7일   |
| 힐링 하츠              | 2015년 5월 11일  | 2015년 9월 11일  |
| 리치 맨스 도터         | 2015년 5월 11일  | 2015년 8월 7일   |
| 마이 마더스 시크릿     | 2015년 5월 25일  | 2015년 8월 7일   |
| 부에나 파밀리아        | 2015년 7월 28일  | 2016년 3월 4일   |
| 뷰티풀 스트레인저스    | 2015년 8월 10일  | 2015년 11월 27일 |
| 마이 페이스플 허스밴드 | 2015년 8월 10일  | 2015년 11월 13일 |
| 마리마르               | 2015년 8월 24일  | 2016년 1월 8일   |
| 데스티니 로즈          | 2015년 9월 14일  | 2016년 3월 11일  |
| 프린세스 인 더 팰리스  | 2015년 9월 21일  | 2016년 6월 10일  |
| 당와                   | 2015년 10월 26일 | 2016년 1월 29일  |
| 리틀 나나이            | 2015년 11월 16일 | 2016년 3월 23일  |
| 비커즈 오브 유         | 2015년 11월 30일 | 2016년 5월 13일  |

### 2016년
| 제목                  | 프리미어 날짜    | 피날레 날짜      |
| --------------------- | ---------------- | ---------------- |
| 위시 아이 메이        | 2016년 1월 18일  | 2016년 5월 20일  |
| 댓츠 마이 암보이      | 2016년 1월 25일  | 2016년 4월 29일  |
| 항강 마키타 캉 물리   | 2016년 3월 7일   | 2016년 7월 15일  |
| 밀리어네어스 와이프   | 2016년 3월 14일  | 2016년 6월 24일  |
| 포어 세뇨리타         | 2016년 3월 28일  | 2016년 7월 15일  |
| 나쿠, 보스 코         | 2016년 4월 25일  | 2016년 5월 5일   |
| 원스 어게인           | 2016년 5월 2일   | 2016년 7월 22일  |
| 후안 해피 러브 스토리 | 2016년 5월 16일  | 2016년 9월 2일   |
| 막카이방 문도         | 2016년 5월 23일  | 2016년 9월 16일  |
| 카예 시에테           | 2016년 6월 13일  | 2016년 10월 21일 |
| 사 필링 니 나나이     | 2016년 6월 27일  | 2017년 1월 27일  |
| 시눙알링 몽 푸소      | 2016년 7월 18일  | 2016년 10월 28일 |
| 엥칸타디아            | 2016년 7월 18일  | 2017년 5월 19일  |
| 썸원 투 워치 오버 미  | 2016년 9월 5일   | 2017년 1월 6일   |
| 오 마이 마마          | 2016년 9월 19일  | 2016년 12월 2일  |
| 별칭 로빈 후드        | 2016년 9월 19일  | 2016년 11월 25일 |
| 트롭스                | 2016년 10월 24일 | 2017년 9월 22일  |
| 하하마킨 앙 라핫      | 2016년 10월 31일 | 2017년 2월 17일  |
| 이카아님 나 우토스    | 2016년 12월 5일  | 2018년 3월 17일  |

### 2017년
| 제목                                | 프리미어 날짜    | 피날레 날짜      |
| ----------------------------------- | ---------------- | ---------------- |
| 멘트 투 비                          | 2017년 1월 9일   | 2017년 6월 23일  |
| 너는 단지 땅에서 올라온거야         | 2017년 1월 30일  | 2017년 4월 12일  |
| 리걸리 블라인드                     | 2017년 2월 20일  | 2017년 6월 30일  |
| 데스틴드 투 비 유어스               | 2017년 2월 27일  | 2017년 5월 26일  |
| 디오리지널즈                        | 2017년 4월 17일  | 2017년 7월 7일   |
| 물라윈 버서스 라베나                | 2017년 5월 22일  | 2017년 9월 15일  |
| 별에서 온 그대                      | 2017년 5월 29일  | 2017년 8월 11일  |
| 아이 하트 다바오                    | 2017년 6월 19일  | 2017년 8월 18일  |
| 임포스토라                          | 2017년 7월 3일   | 2018년 2월 9일   |
| 하플로스                            | 2017년 7월 10일  | 2018년 2월 23일  |
| G.R.I.N.D. Get Ready It's a New Day | 2017년 8월 19일  | 2017년 10월 21일 |
| 한국인 자기야                       | 2017년 8월 21일  | 2018년 1월 12일  |
| 슈퍼 맘                             | 2017년 9월 18일  | 2018년 1월 26일  |
| 캄발, 카리발                        | 2017년 11월 27일 | 2018년 8월 3일   |

### 2018년
| 제목                 | 프리미어 날짜    | 피날레 날짜      |
| -------------------- | ---------------- | ---------------- |
| 더 원 댓 갓 어웨이   | 2018년 1월 15일  | 2018년 5월 18일  |
| 시르쿠스             | 2018년 1월 21일  | 2018년 4월 15일  |
| 셜록 주니어          | 2018년 1월 29일  | 2018년 4월 17일  |
| 스텝더터즈           | 2018년 2월 12일  | 2018년 10월 19일 |
| 힌디 코 카양 이완 카 | 2018년 2월 26일  | 2018년 8월 31일  |
| 내 영원히는 너야     | 2018년 3월 12일  | 2018년 5월 4일   |
| 콘테사               | 2018년 3월 19일  | 2018년 9월 8일   |
| 더 큐어              | 2018년 4월 30일  | 2018년 7월 27일  |
| 내 기타 공주         | 2018년 5월 7일   | 2018년 7월 13일  |
| 함께 행복            | 2018년 5월 21일  | 2018년 10월 5일  |
| 상처 난 마음         | 2018년 7월 16일  | 2018년 11월 2일  |
| 빅토르 막탕골》      | 2018년 7월 30일  | 2018년 11월 16일 |
| 오나나이             | 2018년 8월 6일   | 2019년 3월 15일  |
| 마이 스페셜 타타이   | 2018년 9월 3일   | 2019년 3월 29일  |
| 5 계명               | 2018년 9월 10일  | 2018년 2월 8일   |
| 파밀리아 로세스      | 2018년 10월 8일  | 2018년 12월 14일 |
| 아사와 코, 카리 발코 | 2018년 10월 22일 | 2019년 3월 2일   |
| 카인과 아벨          | 2018년 11월 19일 | 2019년 2월 15일  |

### 2019년
| 제목                      | 프리미어 날짜    | 피날레 날짜      |
| ------------------------- | ---------------- | ---------------- |
| 토다 원 아이 러브         | 2019년 2월 4일   | 2019년 4월 17일  |
| 이나가우 나 비투인        | 2019년 2월 11일  | 2019년 5월 17일  |
| 카라 미아                 | 2019년 2월 18일  | 2019년 6월 28일  |
| 히람 나 아나크            | 2019년 2월 25일  | 2019년 5월 3일   |
| 드래곤 레이디             | 2019년 3월 4일   | 2019년 7월 20일  |
| 사하야                    | 2019년 3월 18일  | 2019년 9월 6일   |
| 비하그                    | 2019년 4월 1일   | 2019년 8월 16일  |
| 러브 유 투                | 2019년 4월 22일  | 2019년 9월 13일  |
| 다힐 사 팍-이빅           | 2019년 5월 20일  | 2019년 10월 4일  |
| 베터 우먼                 | 2019년 7월 1일   | 2019년 9월 27일  |
| 항강 사 둘로 낭 부하이 코 | 2019년 7월 22일  | 2019년 10월 19일 |
| 프리마 도나스             | 2019년 8월 19일  |                  |
| 아름다운 정의             | 2019년 9월 9일   | 2020년 1월 24일  |
| 선물                      | 2019년 9월 16일  | 2020년 2월 7일   |
| 원 오브 더 베이스         | 2019년 9월 30일  | 2020년 1월 31일  |
| 마드라스타                | 2019년 10월 7일  | 2020년 2월 21일  |
| 막카아가우                | 2019년 10월 21일 |                  |

## 2020년대

### 2020년
| 제목                              | 프리미어 날짜   | 피날레 날짜 |
| --------------------------------- | --------------- | ----------- |
| 아낙 니 와라이 vs. 아낙 니 비다이 | 2020년 1월 27일 |             |
| 러브 오브 마이 라이프             | 2020년 2월 3일  |             |
| 태양의 후예                       | 2020년 2월 10일 |             |
| 빌랑인 앙 비투인 사 랑잇          | 2020년 2월 24일 |             |

## 같이 보기
- GMA 네트워크